# Lokoriton
Lokoriton (griechisch Λοκόριτον; lateinisch Locoritum) ist ein Ortsname, der in der Geographia des Claudius Ptolemaios als einer der im Westen und im Innern der Germania magna südlicher liegenden Orte (πόλεις) mit 31° 30′ Länge und 49° 20′ Breite angegeben wird. Lokoriton liegt damit nach Ptolemaios zwischen Gauonarion und Segodounon. Wegen des Alters der Quelle kann eine Existenz des Ortes um 150 nach Christus angenommen werden.

## Lokalisation
Bislang konnte der Ort nicht sicher lokalisiert werden. Ein interdisziplinäres Forscherteam um Andreas Kleineberg, das die Angaben von Ptolemäus neu untersuchte, verortet Lokoriton nach den transformierten antiken Koordinaten beim heutigen Lohr am Main im Landkreis Main-Spessart in Unterfranken in Bayern. Das bestätigt die Forschungstradition, die mehrheitlich – etwa Gerhard Rasch und Xavier Delamarre – Lokoriton bei Lohr am Main verortet, nicht in Lohr, wobei Gerhard Rasch Lokoriton als >Furt in einem See< übersetzt. Kleinebergs Arbeitsgruppe zieht zum anderen auch Neustadt am Main in Unterfranken in Betracht. In der Nähe von Neustadt auf dem Gaiberg liegen eine vorgeschichtliche Abschnittsbefestigung sowie eine Furt über den Main.

## Etymologie
Der Name ist eine Zusammensetzung aus dem gallischen Wort ritu- für 'Furt' und loco für 'See' (vgl. altirisch loch, Latein lacus). Die Bedeutung war also 'Furt im See'.